# Glossu Rabban
Glossu Rabban is een personage in het Duin-universum, gecreëerd door Frank Herbert.
Rabban, zoon van Abulurd Harkonnen, neef van baron Vladimir Harkonnen en broer van Feyd-Rautha, was lange tijd de aangewezen erfgenaam van het Huis Harkonnen, maar werd ingehaald door zijn broer. In tegenstelling tot zijn vader, met een uitgesproken mild, vredig en altruïstisch karakter, bezit Glossu alle typische eigenschappen van de Harkonnen, namelijk wreedheid, wreedheid en perversie. De maximale uitdrukking van zijn wreedheid is vadermoord door wurging, waarvoor hij zichzelf de bijnaam Beast Rabban geeft.
Rabban lijdt aan een groeiende zwaarlijvigheid in het gezin, net als baron Harkonnen en lijkt een totaal gebrek aan scherpzinnigheid, intelligentie en sluwheid te hebben, en toont bij verschillende gelegenheden ook blijk van roekeloosheid en een slechte evaluatie van de gevolgen van zijn daden. Bij verschillende gelegenheden compromitteert hij ongewild de politieke machinaties van zijn oom, waardoor deze de voorkeur geeft aan Feyd-Rautha als erfgenaam van het huis Harkonnen.

## In bewerkingen
In de film Dune uit 1984 wordt het personage gespeeld door Paul L. Smith en de films Dune uit 2021 en het vervolg uit 2024 door Dave Bautista. In de miniserie Dune werd het personage gespeeld door László I. Kish.